# Râul Irina
Râul Irina este un curs de apă, afluent al râului Mușlău. 